# Alitalia
Alitalia-Società Aerea Italiana fue la principal aerolínea de Italia creada en 2009 que compró los derechos de marca, derechos aeroportuarios y de rutas, parte de la flota de aviones y otras propiedades de la vieja Alitalia durante el proceso de liquidación por quiebra de esta última, así como los activos de Air One. Cesó las operaciones el 14 de octubre de 2021 y fue sustituida como aerolínea de bandera de Italia por ITA Airways, que comenzó sus operaciones al día siguiente.
El 1 de agosto de 2014, Etihad Airways confirmó que se había llegado a un acuerdo con Alitalia comprando así el 49% de sus acciones. Este acuerdo fue firmado el 8 de agosto del mismo año, sin embargo se puso en vigor a partir del 1 de enero de 2015.
La compañía tenía su sede central en Fiumicino (Italia). Su principal hub era el Aeropuerto Internacional Leonardo Da Vinci de Fiumicino, que sirve a la ciudad de  Roma. En su momento, Alitalia era considerada la decimonovena aerolínea más grande a nivel mundial, en términos de flota y número de pasajeros.
Alitalia S.A.I. operaba servicios a 28 destinos nacionales y 70 internacionales en 50 países de África, América, Oriente Medio, Asia y Europa. Su flota operaba bajo cinco AOC diferentes debido a los orígenes de CAI: Alitalia-CAI (Alitalia) [Código IATA AZ], Alitalia CityLiner (antigua Air One CityLiner) [Código IATA CT], CAI-First (antigua Alitalia Express) [Código IATA XM], Air One [Código IATA AP] y el CAI-Second (antigua Volare Airlines) [Código IATA VE].
"Alitalia" era un acrónimo en italiano de las palabras ali (alas) e Italia. Reconocida en Occidente, mayormente por ser la encargada del traslado desde Roma, del Pontífice católico a cualquier parte del mundo. Desde que Juan Pablo II comenzó a viajar a distintos destinos, en los cinco continentes, "Alitalia" fue la encargada de transportarlo a él y a su séquito oficial, a todos los países que visitare. Su sucesor Benedicto XVI, cambió el enfoque al dejar que otras compañías, fuera de "Alitalia", lo transportaran. Además, puesto que el sumo pontífice funge como un jefe de Estado, sus viajes muchas veces eran custodiados por aviones de combate y su trayecto observado y seguido, vía satélite, con todos los radares y equipamientos tecnológicos de la más reciente generación. Alitalia llevaba al Obispo de Roma a los países que visitaba. Y la aerolínea local, o una de ellas, (del estado visitado) se encargaba de su retorno a Roma.

## Historia
El 26 de agosto de 2008, un grupo de empresarios italianos, junto con Intesa Sanpaolo, uno de los bancos más importantes de Italia, fundaron Compagnia Aérea Italiana (CAI) con el objetivo de comprar la marca y algunos de los activos de la quiebra de Alitalia-Linee Aeree Italiane y combinar éstos con Air One, su principal competidor en Italia. Sólo la marca Alitalia se mantendría para la nueva empresa fusionada.
El 30 de octubre de 2008 la CAI ofreció 1.100 millones de euros para adquirir parte de la aerolínea en bancarrota. La oferta fue presentada al administrador de la quiebra de Alitalia pese a la negativa de algunos pilotos y los sindicatos de los tripulantes de cabina de pasajeros al plan de rescate. El administrador de la quiebra y el Gobierno Italiano, principal accionista de Alitalia, aceptó la oferta de la CAI, el 19 de noviembre de 2008. Los activos rentables de Alitalia fueron cedidos a la CAI el 12 de diciembre de 2008 después del pago de 1.052.000.000 € (1.330 millones de dólares), que consiste en 427 millones de euros en efectivo y la asunción de responsabilidades por 625 millones de euros en deuda de Alitalia.

Boleto de avión de Alitalia.

El 13 de enero de 2009 la nueva Alitalia comenzó sus operaciones. Los propietarios de Compagnia Aérea Italiana vendieron el 25% de las acciones de la compañía a Air France-KLM por 322.000.000 €. Air France-KLM obtuvo también la opción de comprar más acciones a partir de 2013. Air France-KLM, así como el consejo de administración de la CAI aceptaron la venta del paquete de acciones.
En enero de 2010, Alitalia celebró su primer cumpleaños desde el reinicio de las operaciones. Durante su primer año transportó a 22 millones de pasajeros.
El 1 de febrero de 2010, se anunció que la tripulación de cabina de Alitalia realizaría una huelga de cuatro horas pro reivindicaciones de mejoras salariales. Esta fue la primera huelga de la nueva Alitalia. La empresa no se preocupó demasiado por la huelga, puesto que sólo era de cuatro horas y la primera en 13 meses de operaciones. Señalaron además que la compañía aún estaba creciendo y que la situación debería equilibrarse en 2011.

Logo antiguo de Alitalia hasta 2017.

El 11 de febrero de 2010, Alitalia anunció que, a partir de la temporada de verano, usaría la marca Air One como aerolínea de bajo coste, con base en el aeropuerto de Milán-Malpensa, y que se centraría en rutas vacacionales de corto y medio recorrido. La nueva Air One planeaba contar con 5 aviones (Airbus A320), y 10 más en 2012. Alitalia esperaba llevar a 3 millones de pasajeros en 2012 desde Milán Malpensa (frente a 1,5 millones en 2009), de los cuales 2,4 millones eran transportadas por la nueva Air One.
Para el momento de su cierre en 2021, Alitalia conectaba España a sus bases de Roma FCO y Milán MXP, con varios vuelos diarios, los aeropuertos de: Madrid-Barajas, Barcelona-El Prat, Valencia, Málaga y Bilbao; En temporada de verano (normalmente desde mayo hasta septiembre) se unían los destinos de Ibiza, Menorca y Palma de Mallorca.
En América Latina, Alitalia ofreció vuelos diarios y directos hacia Buenos Aires, La Habana, San Pablo, Río de Janeiro, Santiago de Chile y Ciudad de México.
El  25 de agosto de 2021, Alitalia dejó de vender billetes, ya que en octubre la aerolínea sería reemplazada por ITA-Italia Transporto Aéreo debido a los problemas financieros a los que Alitalia se enfrentaba recientemente.

## Eslóganes
Una variedad de diferentes consignas estuvieron siendo utilizados por Alitalia:
- "Alitalia vola con te" (Alitalia vuela con usted)
- "Fatti per volare alto" (Hecho para volar alto)
- "Alitalia, al lavoro per te" (Alitalia, trabajando para usted)
- "chi muove Muoviamo l'Italia "(Quien mueve, movamos Italia)
- "Scegli vienen volare "(Elija cómo volar)
- "Orgogliosi di mostrare il meglio del nostro paese appassionatamente "(orgulloso de mostrar lo mejor de nuestro país con pasión)
- "El placer de volar Made in Italy"

La vieja Alitalia, desde 2005, el año en que se introdujo el nuevo logotipo modernizado y librea, también utilizó una mezcla de lemas: 
- "Volare, nella tua vita" (Volar, en su vida)
- "Volare in compagnia dell'Italia" (Vuela con Italia)

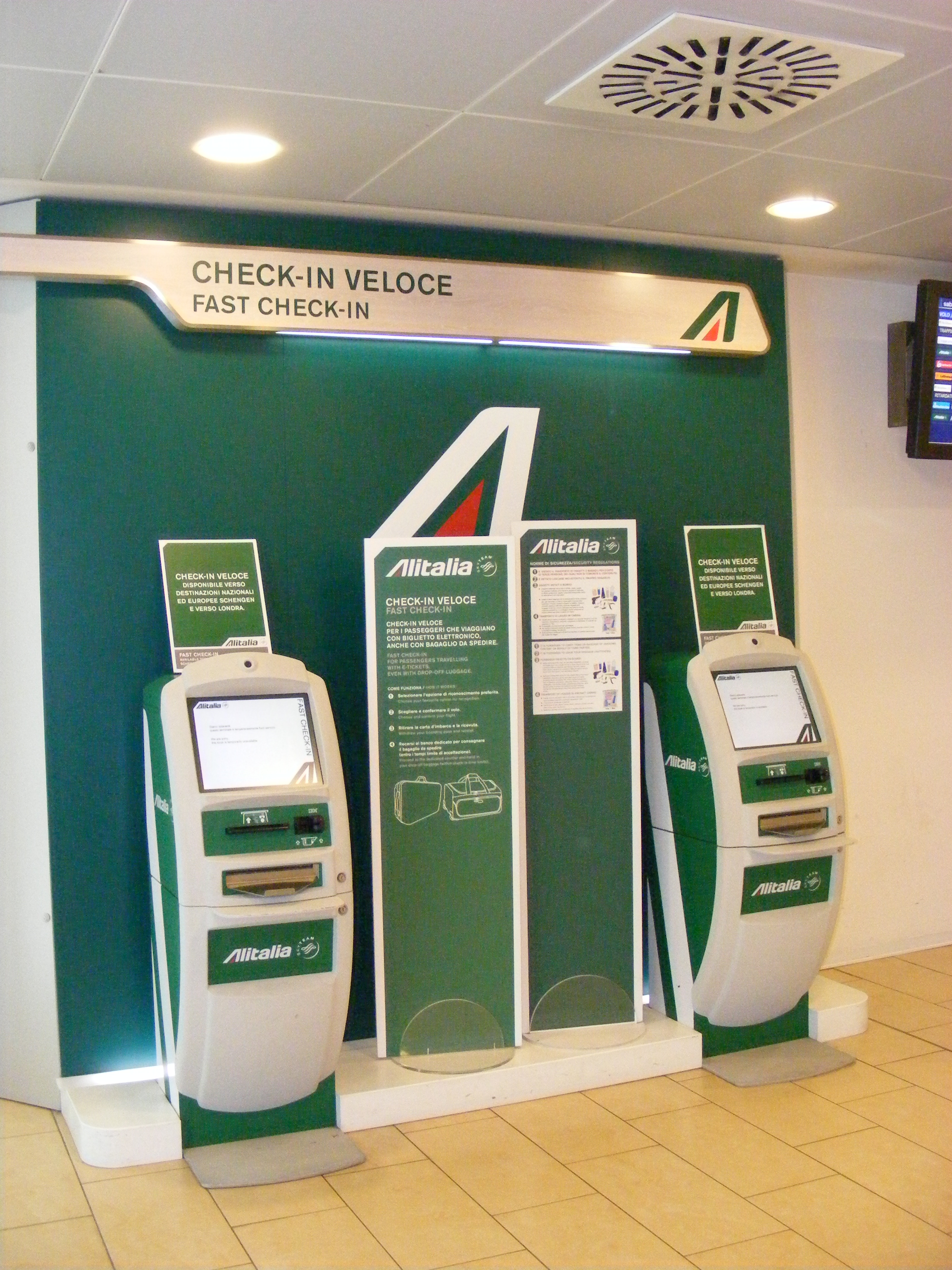
Máquina de Check-in en el Aeropuerto de Florencia

En 2015, la compañía adoptó un nuevo lema 
- "Lleva Italia al mundo para llevar el mundo a Italia"

## Servicios
Alitalia tenía cuatro tipos de clase en sus vuelos:
- 'Classica'  era la clase económica de Alitalia. En los vuelos de corto y medio radio, los pasajeros recibían una bebida gratuita y servicio de aperitivos o comida ligera, en función de la duración del vuelo. Pantallas de televisión personales para el entretenimiento estaban presentes en cada asiento en algunos Airbus A320 y aviones A319. En los vuelos de largo recorrido, los pasajeros recibían un servicio de comida gratuita, así como (en la mayoría de los aviones) pantallas de televisión personales para el entretenimiento.
- 'Classica plus'  era Alitalia Premium Economy, disponible en algunos vuelos de largo recorrido. El servicio era el mismo que el de "Classica", sin embargo los pasajeros obtenían algunos beneficios adicionales, tales como espacio para las piernas, mostradores de facturación y una franquicia de equipaje superior.
- 'Ottima'  era la clase de negocios de corto y medio de Alitalia, con una asignación de servicio de cáterin y equipaje mejorada en comparación con Classica, así como un mostrador de facturación y acceso a los salones VIP en el aeropuerto.
- 'Magnifica'  era la clase de negocios y de largo recorrido de Alitalia, con beneficios especiales desde su última actualización.

## Código Compartido
Alitalia mantenía código compartido con las siguientes aerolíneas:
- Aeroflot (ST)
- Aerolíneas Argentinas(ST)
- Air Corsica
- Air Europa (ST)
- Air France (ST)
- Air Malta
- Air Serbia
- Air Seychelles
- airBaltic
- All Nippon Airways
- Azerbaijan Airlines
- Azul Linhas Aéreas
- Bulgaria Air
- Blue Air
- China Airlines (ST)
- China Eastern Airlines(ST)
- China Southern Airlines
- Croatia Airlines
- Czech Airlines (ST)
- Delta Air Lines (ST)
- Etihad Airways
- Gol Linhas Aéreas
- Hainan Airlines
- Air France Hop
- Interjet
- Kenya Airways (ST)
- KLM (ST)
- Korean Air (ST)
- Kuwait Airways
- Luxair
- Middle East Airlines
- Montenegro Airlines
- Pegasus Airlines
- Royal Air Maroc
- Royal Jordanian
- Saudia (ST)
- SriLankan Airlines
- TAP Air Portugal
- TAROM
- Uzbekistan Airways
- Vietnam Airlines(ST)
- Virgin Australia
- Xiamen Air

## Flota

### Flota al momento de su cierre
La flota de la Aerolínea poseía a agosto de 2021 una edad media de 15.2 años.

## MilleMiglia
El programa de viajeros frecuentes de la línea aérea se denominaba "MilleMiglia" (mil millas), y formaba parte del programa de alianza SkyTeam, permitiendo a los pasajeros acumular millas y canjear con entradas gratis a través de toda la alianza.
También permitía el acceso a clubes de privilegios "Alitalia", Ulisse, Freccia Alata y Freccia Alata Plus, dependiendo del número de millas recogidos en un año, con varias ventajas en función del club. Estos clubes daban acceso a SkyTeam Elite.

## Incidentes y Accidentes
A continuación se enumeran los incidentes desde relanzamiento de Alitalia de operaciones el 13 de enero de 2009:
- El 24 de abril de 2011, se hizo un intento de secuestrar el vuelo Alitalia 329, en ruta de Charles de Gaulle, París (Francia) al Aeropuerto de Roma-Fiumicino, Roma, y desviarlo al Aeropuerto Internacional de Trípoli, Libia. El secuestrador, identificado como un asesor de la delegación de Kazajistán en la UNESCO, fue sometido por la tripulación de la cabina y por los demás pasajeros. Fue detenido y puesto bajo custodia después de que el avión aterrizara de forma segura en Roma.

- El 29 de septiembre de 2013 a 20:10, en un Alitalia Airbus A320 volando desde el Aeropuerto Adolfo Suárez Madrid-Barajas hasta el Aeropuerto de Roma-Fiumicino no se desplegó el tren de aterrizaje durante el aterrizaje, se salió de la pista y se estrelló. 10 pasajeros sufrieron heridas leves y los 151 pasajeros y la tripulación fueron evacuados y trasladados al hospital. El accidente todavía está siendo investigado.

Para ver los incidentes y accidentes de la antigua aerolínea, ve a Alitalia-Linee_Aeree_Italiane#Incidentes_y_accidentes.

## Galería

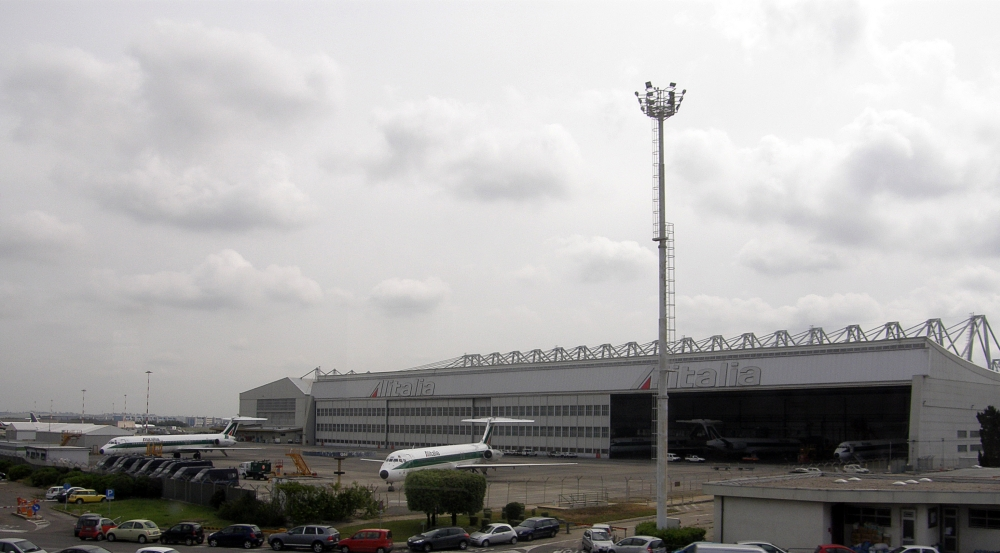
Hangar de Alitalia en Fiumicino
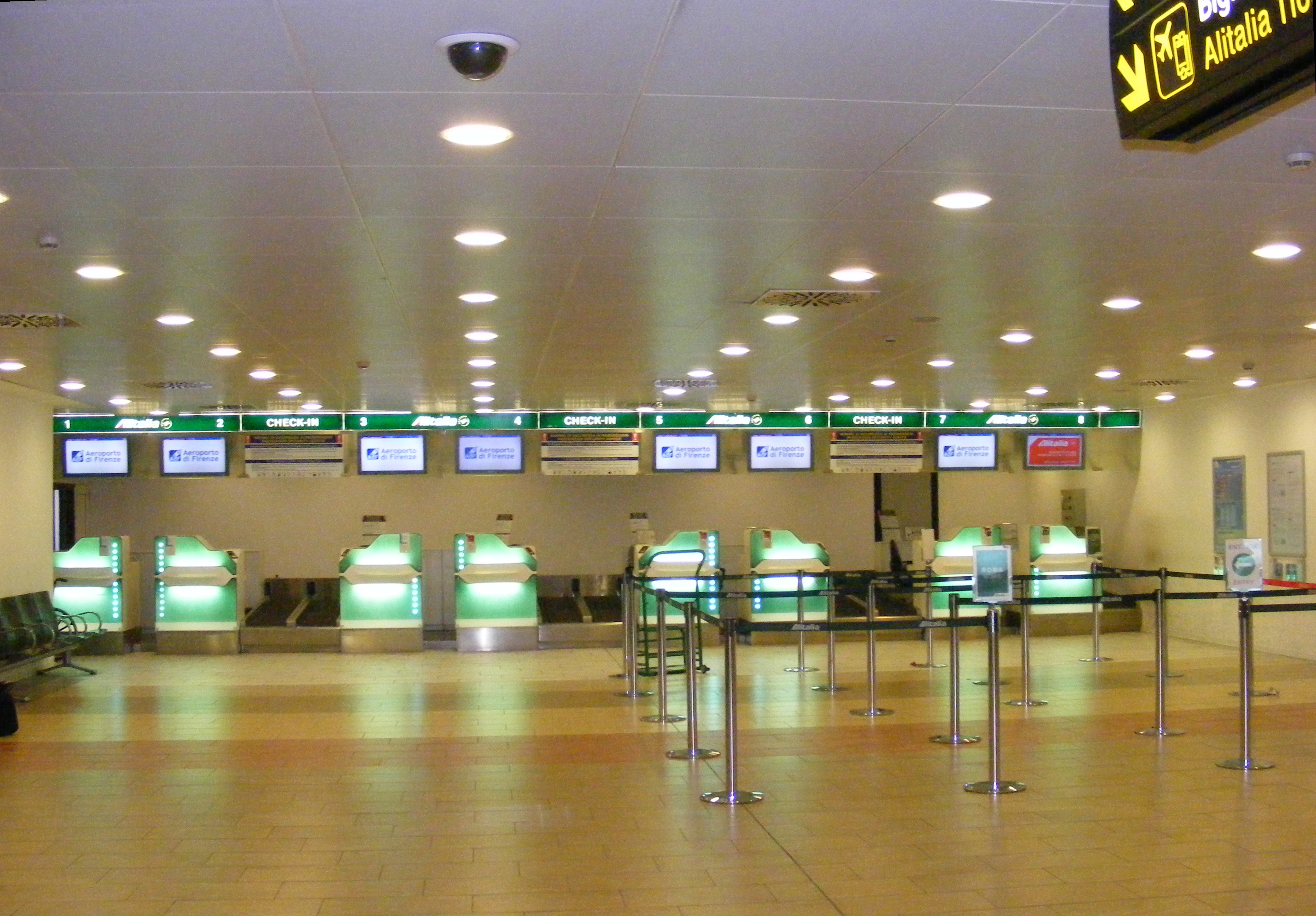
Máquina de Check-in en el Aeropuerto de Florencia